# Tour de Maria Josepha

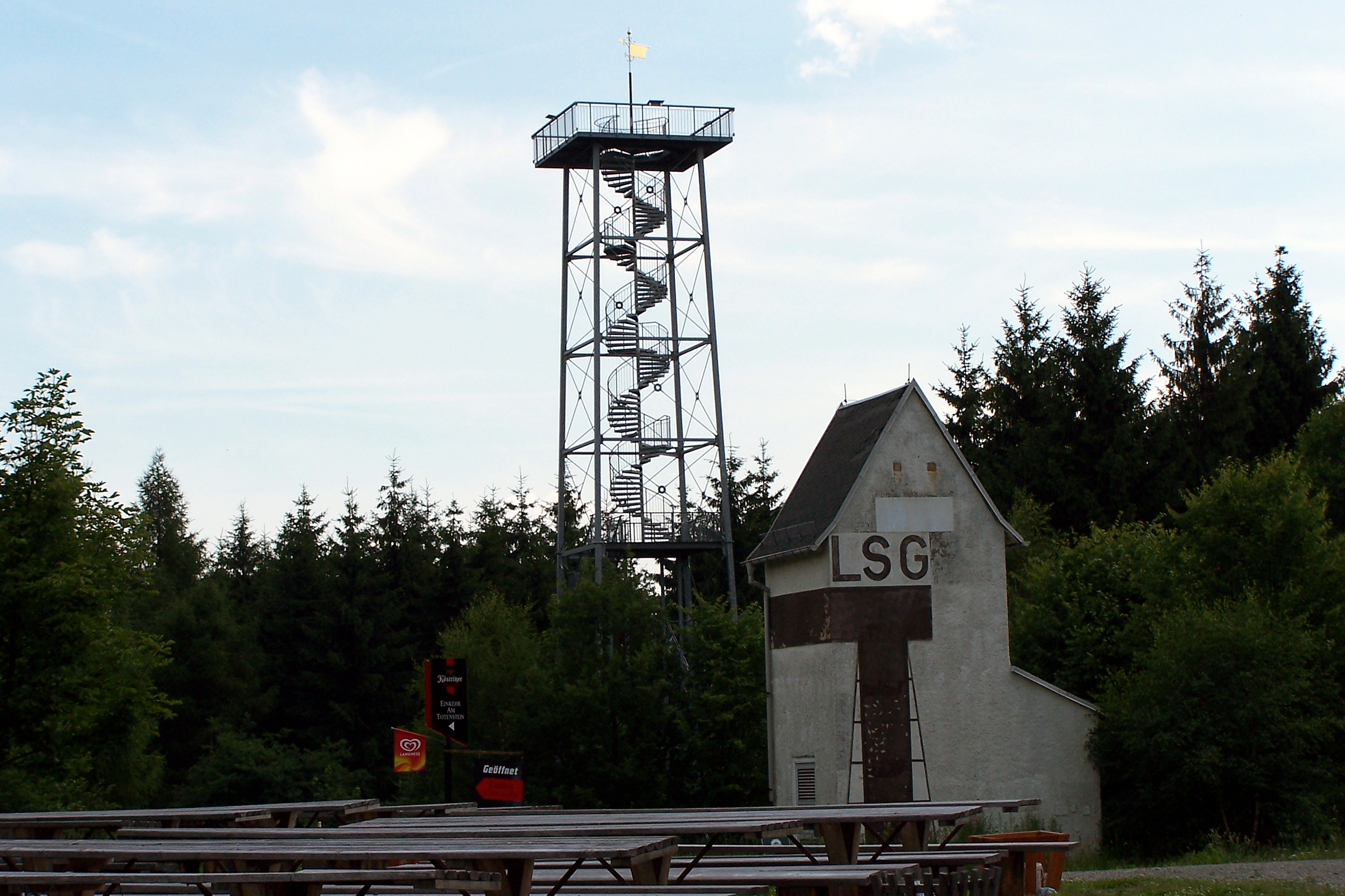
La tour d'observation actuelle

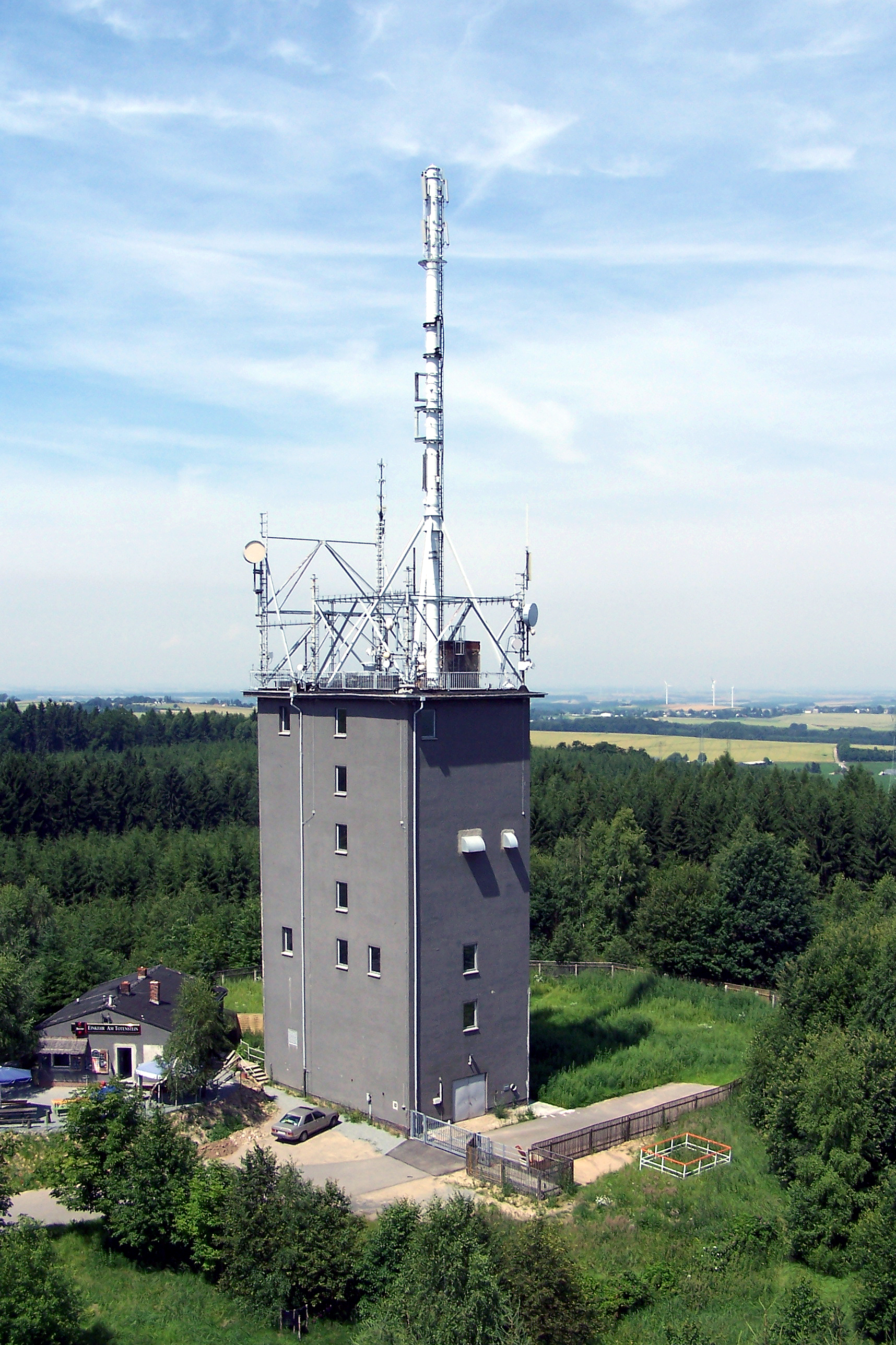
La tour hertzienne

La Tour de Maria Josepha (Maria-Josepha-Turm en allemand) est une tour d'observation en acier d'une hauteur de 30 mètres construite sur le Totenstein (483 m d'altitude) à Grüna, quartier de Chemnitz, en Saxe, Allemagne.

## Histoire
La tour, commandée par l'association régionale des monts Métallifères, a été construite par la serrurerie Viktor Ludwig de Grüna et inaugurée le 4 octobre 1886. Durant les mois d'été, des banquets avaient lieu sous la tour, de sorte qu'elle est devenue un objectif d'excursion populaire. En raison de son entretien déficient, la tour s'est progressivement détériorée jusqu'à être démolie en 1953. À sa place a été construite plus tard une tour hertzienne massive. En 1998, une nouvelle tour d'observation a été construite sur le Totenstein sur le modèle de l'ancienne ; elle a été inaugurée le 4 octobre 1998.